# Ex cathedra
Ex cathedra – łaciński zwrot, opracowany przez średniowieczną teologię scholastyczną, który dosłownie oznacza „z katedry”. Wskazuje on na sytuację, gdy papież, zgodnie z doktryną katolicką, wypowiada się w sposób nieomylny.
Konstytucja Pastor aeternus z 1870 roku, która definiuje nieomylność papieża ujmuje pojęcie następująco:

(...) Ex cathedra – tzn. gdy [papież] sprawując urząd pasterza i nauczyciela wszystkich wiernych, swą najwyższą apostolską władzą określa zobowiązującą cały Kościół naukę w sprawach wiary i moralności

Żeby papieskie nauczanie uznawane było za nieomylne, musi spełniać jednocześnie następujące warunki:
1. Przywołanie urzędu następcy św. Piotra – biskupa Rzymu (stąd nauczanie „z katedry”).
2. Określenie definitywności danego nauczania.
3. Określenie danego nauczania jako wypływającego z Objawienia Bożego.
4. Nauczanie musi dotyczyć spraw wiary lub moralności.

Brak któregokolwiek z tych elementów powoduje, że nie można zakwalifikować danego nauczania jako ex cathedra – czyli nauczania nieomylnego ogłoszonego w formie dogmatu.
Termin jest także używany w kontekstach pozareligijnych i oznacza stwierdzenia autorytatywne, bezapelacyjne, przedstawione w sposób niedopuszczający dyskusji.